# Machagondanahalli, Chikmagalur
Machagondanahalli là một làng thuộc tehsil Chikmagalur, huyện Chikmagalur, bang Karnataka, Ấn Độ.